# 杉山恵亮
杉山 恵亮（すぎやま けいすけ、1974年4月29日 - ）は、日本の元スキージャンプ選手。

## プロフィール
長野県野沢温泉村出身。野沢温泉村立野沢温泉中学校-長野県飯山北高等学校を経て1993年雪印乳業入社。
高校2年時にインターハイと国体で優勝し2冠。これは長野県の選手としては初めてであった。同年ノルディックスキージュニア世界選手権代表にも選ばれた。
1993年1月、1998年冬季オリンピック競技会場となる長野県白馬ジャンプ競技場ラージヒルこけら落とし飛行者第一号。
長野県選手権通算４勝、1996年にJOCオリンピック強化指定選手やアジア冬季競技大会日本代表に選ばれ国内外で活躍した。
社会人では雪印乳業株式会社に所属し活動した。

## 主な成績
- 1989.04.01(土)　第8回全国ジュニアオリンピック・スキー競技大会A組　優勝
- 1990.02.11(日)　第15回飯山市選抜ジャンプ大会中学生の部　優勝
- 1991.12.08(日)　第7回吉田杯ジャンプ大会兼第22回名寄ピヤシリジャンプ大会少年組　優勝
- 1992.02.07(金)　第41回全国高校スキー大会　優勝
- 1992.03.02(土)　第47回国民体育大会冬季大会(べにばな国体)少年組　優勝
- 1993.03.14(日)　第27回雪印杯全日本ジャンプ旭川大会少年組　優勝
- 1993.03.20(土)　JOCジュニアオリンピックカップ第12回全国スキー競技会兼 ‘93全日本ジュニアスキー選手権大会　優勝
- 1996.02.04(日)　アジア冬季競技大会スキージャンプ(エキシビション)団体ノーマルヒル　銀メダル
- 1997.02.23(日)　第52回国民体育大会冬季大会(あきた鹿角国体)成年A　優勝